# Gina Tolleson
Gina Marie Tolleson (Spartanburg, 26 marzo 1969) è una modella e editrice statunitense, vincitrice del concorso di bellezza Miss Mondo 1990.

## Biografia
Ex Miss South Carolina nel 1990 e seconda classificata a Miss USA nello stesso anno, Gina Tolleson è stata incoronata quarantesima Miss Mondo l'8 novembre sempre del 1990, presso il London Palladium di Londra, ricevendo la corona dalla Miss Mondo uscente, la polacca Aneta Kręglicka. È stata la seconda Miss Mondo statunitense dopo Marjorie Wallace nel 1973.
Successivamente Gina Tolleson ha incontrato il conduttore televisivo Alan Thicke che ha affiancato nella conduzione di Miss Mondo 1991 e che ha sposato poco tempo dopo. I due hanno avuto un figlio, Carter Thicke nel 1997 e hanno divorziato nel 1999. In seguito la Tolleson è diventata editrice della rivista Santa Barbara Magazine nel 2002. Si è risposata nel 2003 con Christian Wiesenthal e ha avuto altri due figli, Luca, nel 2005, e Tiago, nel 2006.